# Échappées belles
Ne doit pas être confondu avec L'Échappée belle.
Échappées belles est un magazine de découverte hebdomadaire français, diffusé le samedi en première partie de soirée sur France 5 depuis le 30 septembre 2006. Il est présenté à tour de rôle par Sophie Jovillard, Jérôme Pitorin, Ismaël Khelifa, Sabine Quindou, et Anto Cocagne.
Au fur et à mesure des saisons, l'audience progresse, et dépasse désormais régulièrement le million de téléspectateurs.

## Concept
Chaque semaine, l'un des présentateurs de l'émission emmène les téléspectateurs à la découverte d'une destination à travers des reportages et des rencontres.
Chaque mois, le feuilleton Les Routes mythiques suit un réalisateur voyageur à la découverte d'une route mythique dans l'Histoire.

## Historique
L'émission d'une durée de 60 minutes est lancée le 30 septembre 2006 avec Stéphane Bouillaud à la présentation.
En décembre 2006, Sophie Jovillard rejoint le programme et les deux animateurs présentent le magazine en alternance. Finalement, à la rentrée de septembre 2007, elle assure seule la présentation du programme à la suite du départ de Stéphane Bouillaud.
En septembre 2010, Jérôme Pitorin rejoint Sophie Jovillard à la présentation et l'émission, au vu de ses bonnes audiences, se voit allongée de 30 minutes pour une durée totale de 90 minutes.
À la rentrée 2012, Sacha Bollet rejoint les deux animateurs pour présenter l'émission.
En septembre 2013, Raphaël de Casabianca succède à Sacha Bollet dans l'équipe. Il quitte l'émission en 2018 pour succéder à Frédéric Lopez à la présentation de Rendez-vous en terre inconnue.
Le 13 décembre 2014, une émission spéciale à l'occasion des vingt ans de France 5 réunit pour la première fois les trois animateurs à la découverte d'une même destination : la Corse.
Début 2018, Tiga rejoint l'équipe de présentateurs ainsi que Ismaël Khelifa depuis janvier 2019.
En novembre 2022, Sabine Quindou présente, sur France 5, une émission spéciale d’Échappées belles consacrée à la Méditerranée
En janvier 2023, Théo Curin présente sur France 5 une émission spéciale d’Échappées belles consacrée à la découverte de la région Savoie Mont-Blanc.
À partir de mai 2023, Anto Cocagne présente les émissions consacrées à la gastronomie locale.

## Audiences
Au fur et à mesure des saisons, l'audience ne cesse de progresser : la deuxième saison est suivie en moyenne par 231 000 téléspectateurs, la quatrième par 527 000 téléspectateurs et la cinquième par 778 000 téléspectateurs. L'émission dépasse régulièrement le million de téléspectateurs.
Le 5 octobre 2008, l'émission sur l'Islande fait un record d'audience avec 801 430 téléspectateurs, soit 10,3 % de part de marché.
Le 4 décembre 2010, l'émission sur la Grèce réalise un record en rassemblant 1 088 000 téléspectateurs, soit 4,7 % de part d'audience.
Le 15 octobre 2011, l'émission consacrée au Périgord établit un nouveau record d'audience en attirant 1 482 000 téléspectateurs, soit 6,4 % du public.
Le 29 décembre 2012, l'émission Du Grand Canyon à Las Vegas réalise le record d'audience historique d'Échappées belles en étant suivie par 1 491 000 téléspectateurs, soit 6,1 % de part de marché.
Le 22 mars 2014, l'émission consacrée à l'Alsace réalise le record de la saison avec 1 200 000 téléspectateurs, soit 5 % de part d'audience.
Le 13 mars 2021, l'émission sur les Deux-Sèvres réalise un nouveau record d'audiences avec 1 500 000 téléspectateurs, soit 6,5 % de parts de marché.
| Date de diffusion | Pays visité | Audiences | Réf    |
| ----------------- | ----------- | --------- | ------ |
| 2 mai 2015        | Maroc       | 1 028 000 | [ 18 ] |
| 4 décembre 2010   | Grèce       | 1 088 000 | [ 19 ] |
| 12 décembre 2015  | Maroc       | 1 088 000 | [ 20 ] |